# Han Tianyu
Pour les articles homonymes, voir Han.
Dans ce nom chinois, le nom de famille, Han, précède le nom personnel.
Han Tianyu est un patineur de vitesse sur piste courte chinois né le 3 juin 1996 dans le Liaoning.

## Biographie
Il commence le short-track en 2006 à Fushun.

## Carrière
Il a remporté la médaille d'argent du 1 500 mètres puis la médaille de bronze du relais masculin aux Jeux olympiques d'hiver de 2014 à Sotchi, en Russie.
En 2016, il est champion du monde au classement général.
Lors de la première manche de la Coupe du monde de patinage de vitesse sur piste courte 2017-2018, il arrive troisième au 1000 mètres. À la dernière manche de la saison, en novembre 2017, il arrive cinquième au 1500 mètres.